# Hans Lindahl
Hans Lindahl (né le 15 octobre 1954 à Stockholm) est un auteur de bande dessinée suédois. Il est principalement connu pour son travail sur la version suédoise du Fantôme à partir de 1983.

## Distinction
- 1985 : Diplôme Adamson pour sa contribution à la bande dessinée suédoise
- 1987 : Bourse 91:an
- 2001 : Prix Adamson du meilleur auteur suédois pour l'ensemble de son œuvre (avec Claes Reimerthi)